# 南海N10・20形客車

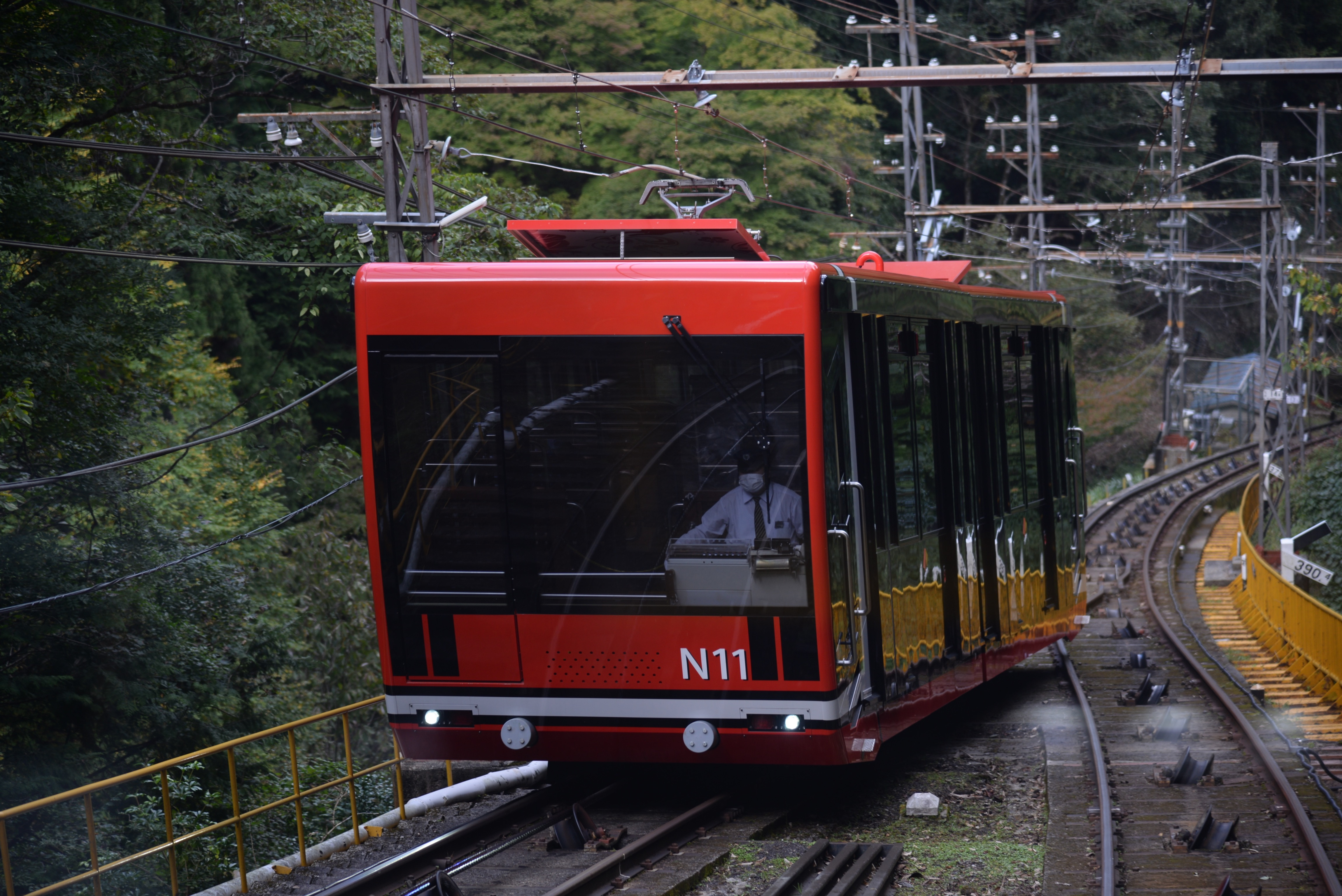
すれ違うN10形

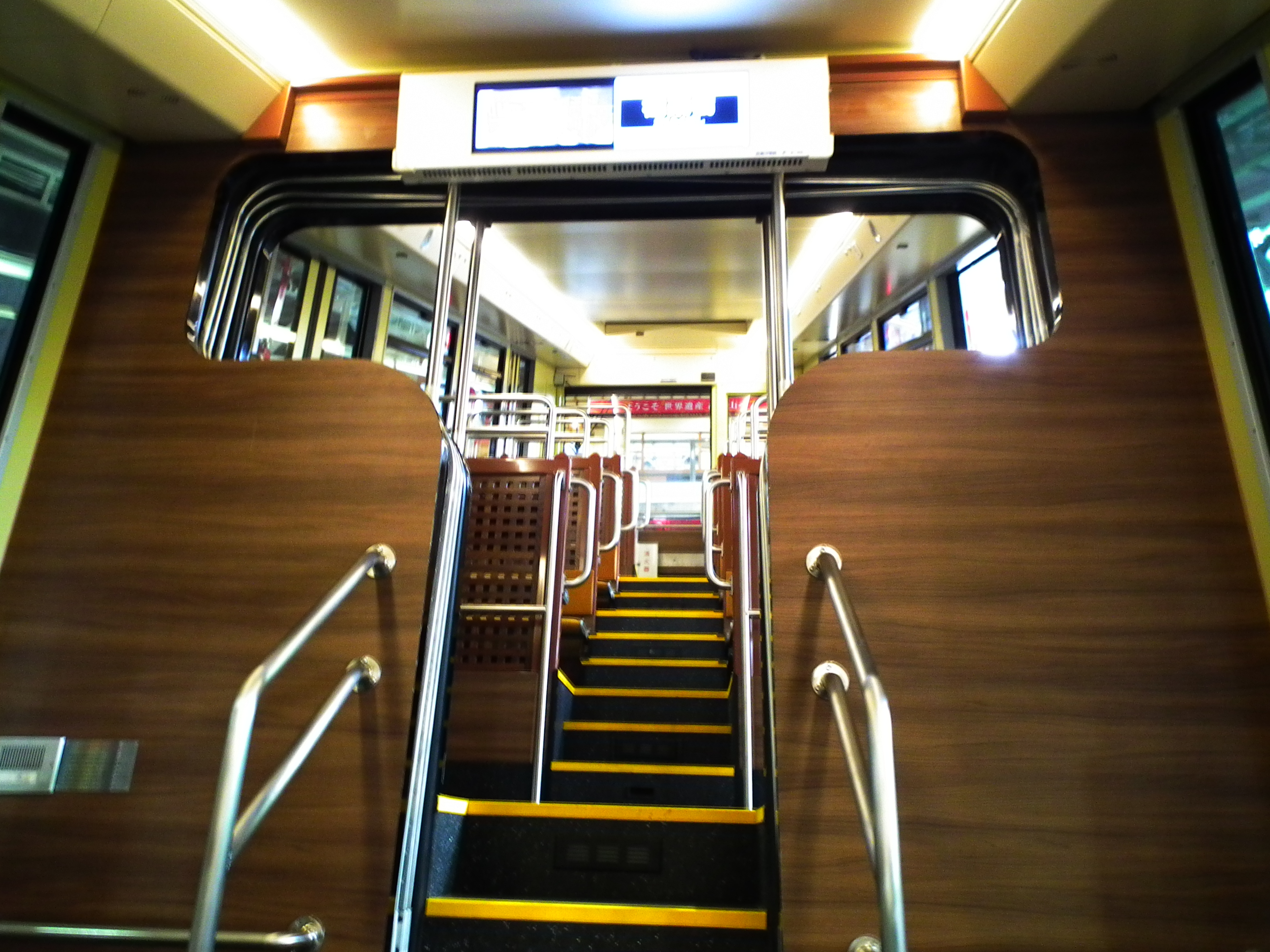
車内

南海N10・20形客車（なんかいN10・20がたきゃくしゃ）は、南海電気鉄道鋼索線の極楽橋駅 - 高野山駅で運行されているケーブルカー車両。

## 概要
老朽化した3代目のコ11・21形に代わる新型ケーブルカーとして、2019年（平成31年）3月1日に登場した。スイスのCWAが製造した。山上（高野山）側がN10形で山麓（極楽橋）側がN20形となっている。2両編成で、N11-N21とN12-N22の2編成が存在する。
当車両は、必要な電力の100%を再生可能エネルギーで運行している。これは国内の鋼索線では初である。